# 고바야시 리쿠 (1999년)
고바야시 리쿠(일본어: 小林 陸玖, 1999년 9월 30일~)는 일본의 축구 선수이다.

## 구단 경력
그는 2022년 J3리그의 가이나레 돗토리에 입단했다. 2023년 일본 지역 리그의 FC 도쿠시마로 이적했다. 2023년후 현역 은퇴.